# 中国广播电视社会组织联合会演员委员会
中国广播电视社会组织联合会演员委员会，曾用名中国广播电视协会演员委员会、中国广播电影电视社会组织联合会演员委员会，是中华人民共和国的演员自发组织成立的全国性、行业性、非营利性社会团体，授权机构为国家广播电影电视总局和中国广播电视社会组织联合会。

## 宗旨
- 提升演员文化和演技水平、加强演员维权职能、反映演员意见和要求[1]
- 加强和影视机构的联络和沟通、维护影视市场秩序[1]
- 促进对外交流和合作，走向国际化市场[1]

## 成员
| 职位     | 姓名 |
| 会长     | 唐国强 |
| 副会长   | 王奎荣、王馥荔、卢奇、刘劲、刘佩琦、宋春丽、张丰毅、张国立、李幼斌、李保田、李雪健、杨立新、陈宝国、庞敏、林永健、赵本山、奚美娟、萨日娜、黄宏 |
| 秘书长   | 张歌 |
| 副秘书长 | 马诗红、佟凡、李华玲、李菁菁、李强、杨淼、英壮、姜媛君、高发、舒耀宣                                                                           |